# Bartramia marionensis
Bartramia marionensis är en bladmossart som beskrevs av Mitten 1885. Bartramia marionensis ingår i släktet äppelmossor, och familjen Bartramiaceae. Inga underarter finns listade i Catalogue of Life.